# Pristinas universitet
Pristinas universitet (albanska: Universiteti i Prishtinës) är en offentlig högre utbildningsinstitution belägen i Pristina i Kosovo. Det är den institution som uppstod efter avvecklingen av Pristinas universitet (1969–1999) som ett resultat av Kosovokriget. Invigningen av universitetet var en historisk händelse inte bara för folket i Kosovo utan för hela den albanska nationen. Den 15 februari ägde den högtidliga riksdagssessionen rum, som också utropas till Pristinas universitet dag. I sammansättningen av det nybildade universitetet i Pristina fanns fakulteter med sitt huvudkontor i Pristina: fakulteten för filosofi, fakulteten för juridik och ekonomi, tekniska fakulteten och medicinska fakulteten. Nu har Pristinas universitet 17 fakulteter, varav 14 akademiska fakulteter och 3 fakulteter för tillämpad vetenskap. Innehållet i emblemet är en översättning av namnet till latin, Universitas Studiorum Prishtiniensis.

## Historia
Pristinas universitet grundades i Pristina, i den socialistiska autonoma provinsen Kosovo, inom den socialistiska republiken Serbien i Jugoslavien. Det första läsåret var 1969–1970 och institutionen var verksam fram till 1999. 
På grund av politiska omvälvningar, krig, utvisning av fakultetsmedlemmar av olika etniciteter samt omfattande konflikter mellan etniciteterna, delades universitetet upp i två separata institutioner som behöll samma namn, huvudsakligen för att reflektera etnisk identitet.
Den albanskspråkiga verksamheten fortsätter än idag i Pristina, medan den serbiska, Univezitet u Prištini, har förlagts till norra Mitrovica, där den fortfarande behåller sin plats inom det serbiska utbildningssystemet.
Universitetets första fakulteter inkluderade filosofi, medicin, juridik och teknik. Undervisningsspråken var albanska och serbokroatiska. Eftersom institutionens organisatoriska struktur var språkbaserad, betraktas den ofta som två separata universitet.

### Demonstrationen 1981
Universitetet var utgångspunkten för Kosovos studentprotester 1981. 
Kosovos kulturella isolering inom Jugoslavien och den utbredda fattigdomen resulterade i att provinsen hade den högsta andelen både studenter och analfabeter i hela Jugoslavien. Universitetet fokuserade främst på humaniora, särskilt inom Albanologi, vilket gav begränsade möjligheter till arbete. Detta ledde till en stor grupp arbetslösa men högutbildade och missnöjda albaner, som blev rekryter i nationalistiska rörelser. Dessutom började den serbiska och montenegrinska befolkningen i Kosovo känna ökat missnöje med den ekonomiska och sociala börda som universitetets studentpopulation innebar. År 1981 hade Universitetet i Pristina hela 20 000 studenter, vilket motsvarade en tiondel av stadens totala befolkning.
Demonstrationerna, som började den 11 mars 1981, började som en spontan småskalig protest för bättre mat i universitetets cafeteria och förbättrade bostadsförhållanden i studentbostäderna. De eskalerade snabbt till massdemonstrationer över hela Kosovo och ledde till ett undantagstillstånd, våldsamma upplopp och många incidenter.[källa behövs]

## Fakulteter
Universitetets akademiska enheter är:
- Filosofiska fakulteten
- Fakulteten för matematik och naturvetenskap
- Filologiska fakulteten
- Juridiska fakulteten
- Ekonomiska fakulteten
- Fakulteten för samhällsbyggnad och arkitektur
- Fakulteten för elektroteknik och datateknik
- Fakulteten för maskinteknik
- Medicinska fakulteten
- Fakulteten för konst
- Fakulteten för jordbruk och veterinär
- Fakulteten för idrottsvetenskap
- Utbildningsfakulteten